# Liddicoatita

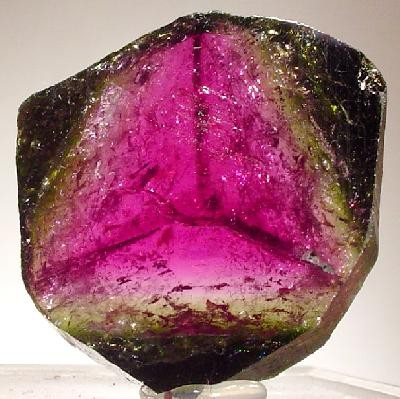
Una rodaja de liddicoatita pulida.

La liddicoatita es una especie dentro del grupo de las turmalinas, su nombre se debe a Richard Liddicoat (1918-2002), célebre gemólogo del Instituto Gemológico de América.
Se presenta en cristales prismáticos estriados de color pardo, verde, rosa, rojo o azul y con brillo vítreo.
Su sistema de cristalización es trigonal y su dureza es de 7,5 en la escala de Mohs.
Los principales yacimientos se encuentran en Madagascar.
Sus ejemplares pueden alcanzar tamaños muy superiores a otras especies del grupo y suelen cortarse a rodajas donde muestran todo un mundo de colores y formas geométricas impresionantes.
- Datos: Q28385955
- Multimedia: Fluor-liddicoatite / Q28385955